# Novak Bonculescu
Novak Bonculescu (n. 30 decembrie 1967, Târgu Jiu, România) este un scriitor, activist civic și lider rom implicat în promovarea drepturilor omului, în special ale comunității rome. Este președinte județean și coordonator regional al Alianței pentru Unitatea Romilor, cu activitate în zona Oltenia.

### Activitate literară:
Este autorul lucrării Țiganii de la Avraam până în prezent, considerată cea mai amplă cercetare istorică despre romi publicată până în prezent. Cartea abordează originile romilor dintr-o perspectivă istorică, religioasă și culturală, integrând surse din texte sacre și cronici vechi.
În 2025, Bonculescu a lansat a doua sa carte, Otrava lumii, în care analizează efectele darwinismului social și ale ideologiilor moderne asupra societății și, în special, asupra comunităților vulnerabile. Cartea a fost tipărită la Editura Sitech din Craiova și este înregistrată la Biblioteca Națională a României.

### Activitate publică:
Novak Bonculescu este cunoscut pentru lupta sa împotriva corupției locale și pentru apărarea dreptății sociale. A militat constant pentru educație, demnitate și incluziune⁠(d), fără a beneficia de sprijin instituțional, bazându-se exclusiv pe resurse proprii.
Este o voce critică a liderilor autoproclamați ai romilor și a abuzurilor administrative. A organizat și susținut numeroase acțiuni civice și culturale menite să ridice nivelul de conștiință și implicare în rândul romilor.

### Recunoaștere publică:
Activitatea sa este reflectată în presa locală și în emisiuni culturale. Cartea Otrava lumii a fost prezentată public în mai 2025 în cadrul unui eveniment cu peste 400 de participanți, urmând ca lansarea oficială să aibă loc la Biblioteca Județeană din Târgu Jiu sau Craiova.

### Lucrări publicate:
- Țiganii de la Avraam până în prezent, Editura Sitech, 
Craiova, 2024
- Otrava lumii, Editura Sitech, Craiova, 2025